# Irredentism
Irredentism är strävan att med en stat förena vissa landområden som tillhör en annan stat (eller andra stater) då landområdena har historisk eller etnisk gemenskap med den förstnämnda staten. Ett sådant område kallas en (eller ett) irredenta (plural -or).
Irredentism skiljer sig från andra typer av befrielserörelser i att det område som skall befrias inte sedan planeras bilda en egen stat utan istället uppgå i en redan befintlig stat.

## Ursprung
Ordets etymologiska ursprung är italienskt; irredento betyder ”icke befriad”. Det italienska uttrycket Italia irredenta uppstod under slutet av 1800-talet i Italien då krafter verkade för att införliva italienskspråkiga områden i bland annat dåvarande Österrike‑Ungern med Italien. Ursprungligen syftade ordet på italiensk politik, men senare har ordet använts om Ungern och andra länder. Även de politiska försöken att förena Åland med Sverige i början av 1900-talet kan ses som en form av irredentism.